# Gris mitjà (fotografia)
El gris mitjà és el color que té una superfície que reflecteix el 18% de llum rebuda, absorbint el 82% que resta. És un 18% perquè aquest el punt mitjà exacte de la capacitat que té la pel·lícula o sensor de la càmera de captar amb detall les zones de llum i ombra.
Els fotòmetres en les càmeres donen el seu resultat per un subjecte de to mitjà, d’aquesta forma les medicions sempre subexposen els subjectes de colors clars per fer-los més foscos i a la inversa, sobreexposen els foscos per fer-los més clars.
Quan es tracta d'exposició fotogràfica és rellevant parlar del gris mitjà, el qual fa referència al color de to mitjà (amb un 18% de reflectància) que representa l'exposició correcta d’una imatge. Aquesta exposició correcta la interpreta la càmera a través de la combinació dels factors d’exposició (velocitat d’obturació, obertura de diafragma i sensibilitat ISO).

## Carta gris
La carta gris és un cartró o paper de color gris mitjà, és a dir, que reflecteix un 18% de la llum que rep. Té un ús en fotografia, ja que es pot utilitzar com a referència per avaluar la tonallitat del subjecte fotografiat. Si es mesura l'exposició amb la carta gris, les fotografies apareixeran correctament exposades.